# Félix Rodríguez (beisbolista)
Félix Antonio Rodríguez (nacido el 9 de septiembre de 1972 en Montecristi) es un lanzador relevista dominicano que jugó en las Grandes Ligas de Béisbol.
Rodríguez fue firmado por los Dodgers de Los Ángeles en 1989 como amateur, originalmente como receptor. Bateó para .291 como receptor, pero su brazo fue tan impresionante que la organización lo llevó a la lomita en 1993. Comenzó su carrera de Grandes Ligas en 1995 con los Dodgers, estuvo en waivers a lo largo de 1996, fue reclutado por los Rojos de Cincinnati, equipo con el que jugó en 1997. En 1998, jugó para los Diamondbacks de Arizona, y luego con los Gigantes de San Francisco de 1999 a 2004. Comenzó el 2004 con los Gigantes antes de ser canjeado a los Filis de Filadelfia. Fue con los Gigantes en el sexto partido de la Serie Mundial de 2002, que Rodríguez entregó un jonrón al primera base de los Angelinos de Anaheim Scott Spiezio y los Gigantes perdieron el juego. La resultante derrota es a menudo citada como el punto decisivo en la serie. Comenzó el 2005 con los Yanquis de Nueva York, después de ser cambiado por el jardinero central de los Filis Kenny Lofton en una transacción de uno por uno. En el spring training de 2006, Rodríguez firmó con los Nacionales de Washington, pero fue liberado al final de la temporada. Posteriormente firmó un contrato de liga menor con los Marlins de la Florida, pero no hizo el equipo y fue liberado el 28 de marzo de 2007. Terminó la temporada 2007 jugando para los Kia Tigers en la Organización Coreana de Béisbol.
En 2008, Rodríguez jugó para los Camden Riversharks en la Liga Independiente del Atlántico y tuvo una efectividad de 1.09 en 32 partidos. En febrero de 2009, firmó un contrato de ligas menores con los Medias Rojas de Boston.
Durante la temporada 2010-2011 se desempeñó como cerrador de los Senadores de San Juan en la Liga Puertorriqueña.